# Condado de Walthall
O Condado de Walthall é um dos 82 condados do estado norte-americano do Mississippi. A sede de condado é Tylertown que é também a sua maior cidade.
O condado tem uma área de 1046 km² (dos quais 3 km² estão cobertos por água), uma população de 49 644 habitantes, e uma densidade populacional de 14 hab/km² (segundo o censo nacional de 2000). O condado foi fundado em 1910 e recebeu o seu nome em homenagem a Edward C. Walthall (1831-1898), militar do exército dos Estados Confederados da América durante a Guerra Civil Americana e senador do Mississippi.